# (8057) Hofmannsthal
(8057) Hofmannsthal ist ein Asteroid des äußeren Hauptgürtels, der am 26. Mai 1971 von dem niederländischen Astronomenehepaar Cornelis Johannes van Houten und Ingrid van Houten-Groeneveld entdeckt wurde. Die Entdeckung geschah im Rahmen der Ersten Trojanerdurchmusterung, bei der von Tom Gehrels mit dem 120-cm-Oschin-Schmidt-Teleskop des Palomar-Observatoriums (IAU-Code 675) aufgenommene Feldplatten an der Universität Leiden durchmustert wurden.
Der Asteroid wurde am 2. April 1999 nach dem österreichischer Schriftsteller, Dramatiker, Lyriker, und Librettisten Hugo von Hofmannsthal (1874–1929) benannt, der zusammen mit Richard Strauss und Max Reinhardt die Salzburger Festspiele gründete und dessen bekanntestes Schauspiel der Jedermann ist.